# Bichon frisé
De bichon frisé is een hondenras dat afkomstig is uit Frankrijk. De kleine honden lijken wat op een maltezer, maar zijn wat groter. Een volwassen dier is maximaal ongeveer 30 centimeter hoog.
Over het ontstaan van de bichon frisé zijn nogal wat meningsverschillen. Het ras zou afstammen van de barbet uit het Middellandse Zeegebied. Het zou ook kunnen zijn dat het ras is ontstaan uit kruisingen met de maltezer, bolognezer en kleine witte poedels. Deze bichons werden in de 15e eeuw meegenomen door Italiaanse zeelieden naar het eiland Tenerife, alwaar deze de naam bichon tenerife kreeg.
Zijn geschiedenis gaat terug tot de Romeinse tijd. Dit betekent dat Italië het belangrijkste land van oorsprong van zijn voorouders is. Dit ras was zeer geliefd in de 17e eeuw en was bijna zonder onderbreking in de mode tot het begin van de Eerste Wereldoorlog. Daarna werd de populariteit veel minder, maar na de Tweede Wereldoorlog is het ras over heel de wereld weer in trek gekomen.
De lichaamsbouw van de bichon frisé is die van een kleine, levendige hond, met de snuit van een gemiddelde lengte, spiraalvormige vacht die zeer los hangt en lijkt op die van een Mongoolse geit. Hij draagt het hoofd trots en hoog. De donkere ogen zijn levendig en expressief en zijn karakter is vrolijk en uitgelaten.
Zijn vacht vraagt intensieve verzorging.
Bichon frisé ·
Bolognezer ·
Bostonterriër ·
Cavalier-kingcharlesspaniël ·
Chihuahua ·
Chinese gekuifde naakthond ·
Coton de Tuléar ·
Épagneul nain continental ·
Franse buldog ·
Franse poedel ·
Griffon belge ·
Griffon bruxellois ·
Havanezer ·
Japanse spaniël ·
Kingcharlesspaniël ·
Kromfohrländer ·
Leeuwhondje ·
Lhasa Apso ·
Maltezer ·
Markiesje ·
Mopshond ·
Pekingees ·
Petit brabançon ·
Prazsky krysarik ·
Russische toyterriër ·
Shih tzu ·
Tibetaanse spaniël ·
Tibetaanse terriër